# Monster World IV
Monster World IV (モンスターワールドIV Monsutā Wārudo Fō?, El Mundo de los Monstruos 4) es un videojuego de plataformas desarrollado por Westone y publicado por Sega exclusivamente en Japón en abril de 1994. Es el sexto y, hasta ahora, último capítulo de la serie Wonder Boy/Monster World. También fue lanzado para PlayStation 2 como parte de la serie Sega Ages 2500 bajo el nombre Sega Ages 2500 Series Vol. 29: Monster World Complete Collection (セガエイジス2500シリーズ Vol.29 モンスターワールド コンプリートコレクション Sega Eijisu Nisengohyaku Shirīzu Boryūmu Nijūkyū: Monsutā Wārudo Konpurīto Korekushon?). Posteriormente fue publicado en la Consola Virtual de Wii en Japón el 15 de enero de 2008. El 10 de mayo de 2012 se publicó una versión en inglés en la Consola Virtual norteamericana, europea y australiana. En mayo de 2012, Monster World IV apareció en Xbox Live Arcade (dentro del recopilatorio Sega Vintage Collection: Monster World) y también en PlayStation Network. En mayo de 2021 se lanzó una nueva versión de Artdink, titulada Wonder Boy: Asha in Monster World.

## Jugabilidad
Monster World IV es una mezcla de géneros de acción y aventura, plataformas y juegos de rol, en la que el jugador atraviesa un paisaje 2D luchando contra una variedad de monstruos e interactuando con personajes no jugables.
Ampliando los juegos anteriores de la serie, Asha tiene la capacidad de balancear su espada hacia arriba, hacia abajo y hacia adelante mientras está en el aire, según la dirección en la que se presione. También puede usar su escudo mientras está de pie manteniendo presionado.
Asha puede invocar a su mascota Pepelogoo para llegar a áreas a las que no puede llegar por sí sola. Al aferrarse a él, puede ralentizar el descenso de su salto (a través de su habilidad de vuelo) o incluso realizar un doble salto. Pepelogoo también puede proteger a Asha de las rocas que caen, usarse como plataforma sobre los géiseres de lava y apagar incendios que obstruyen el progreso de Asha.
Las actualizaciones de equipo se compran en la ciudad central. La armadura aumenta el medidor de corazón de vida rosa de Asha. Los escudos aumentan su defensa y le dan resistencia estadística a ciertos elementos, como el fuego o el hielo. Las espadas aumentan las estadísticas de ataque de Asha con efectos críticos según la espada.
Algunos artículos no se pueden comprar y deben encontrarse en los templos y cavernas que Asha debe explorar. La medicina curativa restaurará la salud de Asha o la devolverá a la vida si tiene Pepelogoo. Los lingotes de oro se pueden intercambiar con la dama rica de la ciudad por dinero del juego. Y finalmente, hay 150 gotas de vida ocultas a lo largo del juego. Recolectar diez agregará un corazón de vida azul al medidor de vida.
Los artículos pueden perderse permanentemente. Una vez que el jefe de un área es derrotado, esa área es inaccesible por el resto del juego.

## Remakes y conversiones
Monster World IV se incluyó como uno de los 42 juegos de Sega Genesis Mini. En agosto de 2020, se anunció una nueva versión en 3D completa de Monster World IV, titulada Wonder Boy: Asha in Monster World. El juego, que presenta gráficos en 3D, mejoras en el juego, nuevos modos y actuación de voz, fue desarrollado por Artdink para PlayStation 4, Nintendo Switch y Steam. Fue lanzado en mayo de 2021 para Switch y PlayStation 4, y en junio de 2021 para PC, publicado por ININ Games en Occidente y G Choice en Japón.